# Marie-Laure de Noailles
Marie-Laure de Noailles ([maʁi lɔːʁ də noaj vikɔ̃tɛs də noaj]), Vicomtesse de Noailles, nata Marie-Laure Henriette Anne Bischoffsheim (Parigi, 31 ottobre 1902 – Parigi, 29 gennaio 1970) è stata una mecenate e artista francese.
È considerata una delle 20 mecenate più audaci e influenti del secolo, nota per i suoi legami con Salvador Dalí, Balthus, Jean Cocteau, Man Ray, Luis Buñuel, Francis Poulenc, Jean Hugo, Jean-Michel Frank e altri, così come per la sua vita burrascosa  e la personalità eccentrica. Lei e suo marito finanziarono il film  di Ray Les mystères du château de Dé (1929), Aubade di Poulenc (1929), il film di Buñuel e Dalí L'âge d'or (1930) e Il sangue di un poeta di Cocteau (1930).

## Biografia

### Primi anni
Marie-Laure Henriette Anne Bischoffsheim nacque a Parigi il 31 ottobre 1902 in una famiglia di ricchi banchieri ebrei tedeschi, stabiliti in Belgio. figlia unica di Marie-Thérèse de Chevigné, un'aristocratica francese, e di Maurice Bischoffsheim, (1875-1904), un banchiere di discendenza ebrea-tedesca e quacchera statunitense. Uno dei suoi bis-bis-bisnonni fu il Marchese de Sade, mentre sua nonna materna, Laure de Sade, Contessa de Chevigné, ispirò almeno uno dei personaggi di Alla ricerca del tempo perduto di Marcel Proust. Suo nipote Philippe Lannes de Montebello diverrà direttore del Metropolitan Museum of Art di New York. Il suo patrigno fu il commediografo francese Francis de Croisset e la sua ex cognata, Jacqueline de Croisset, divenne la terza moglie dell'attore Yul Brynner.
Non conobbe suo padre, morto di tubercolosi quando lei era ancora bambina. Un consiglio di famiglia gestì poi la sua grande fortuna. Trascorse l'adolescenza in un ambiente mondano e colto e le sue estati nella villa Croisset, a Grasse. Fu amica d'infanzia di Jean Cocteau del quale rimarrà innamorata per tutta la vita (con eclissi).

### Viscontessa di Noailles

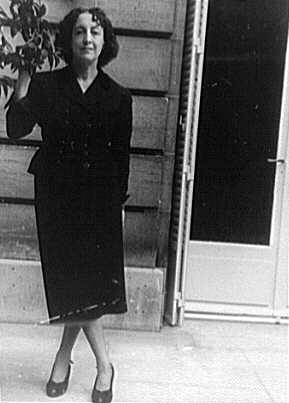
Marie-Laure de Noailles in una foto di Carl van Vechten del 1949

Marie-Laure Bischoffsheim sposò nel 1923 il visconte Charles de Noailles, undici anni più grande di lei. I coniugi Noailles fecero costruire a Hyères, nel Var, la villa Noailles (o villa Saint-Bernard), in forma cubista (oggi visitabile), su commissione dell'architetto Robert Mallet-Stevens. Durante i suoi soggiorni a Hyères, frequentò in particolare la contessa Martine de Béhague (1870-1939), lei stessa mecenate e collezionista, proprietaria della villa La Polynésie, e il cui nipote, il marchese Jean-Louis de Ganay, sposò sua nipote Philippine de Noailles, figlia della duchessa di Mouchy, cognata di Marie-Laure..
Marie-Laure de Noailles e suo marito si trasferirono nel leggendario Hôtel Particulier, al numero 11 di [Place des États-Unis, a Parigi, residenza costruita da suo nonno Bischoffsheim. I suoi interni, che furono ristrutturati negli anni venti dal designer minimalista francese Jean-Michel Frank, sparirono negli anni ottanta a causa di successive ristrutturazioni da parte dei nuovi proprietari. Per circa quarant'anni, la loro villa ospitò sontuosi ricevimenti, dove l'alta società parigina e internazionale si confrontò con gli artisti e gli intellettuali dell'epoca. Ospiti abituali furono Francis Poulenc, Henri Laurens, Darius Milhaud, Man Ray, Jean Hugo, Luis Buñuel, i fratelli Alberto e Diego Giacometti, Jacques Lacan e molti altri intellettuali.
Durante l'occupazione lei rimase a Parigi nonostante le sue origini ebraiche. Con una falce e un martello di diamanti appesi alla giacca, cenò con Picasso, considerato "degenerato" dalle autorità tedesche. Ma non si preoccupò, soprattutto grazie alla protezione della rete del coreografo Serge Lifar.

### Mecenati e collezionisti
Marie-Laure e Charles de Noailles praticarono un mecenatismo su larga scala. Finanziarono diversi progetti cinematografici, tra cui Les Mystères du château de Dé di Man Ray (1928), girato a Villa Noailles, il primo film di Jean Cocteau, Le Sang d'un poet (1929), il secondo film surrealista di Luis Buñuel, L'età dell'oro (1930). Oltre a commissionare la musica composta per questi film, sostennero compositori come Igor Stravinsky, Igor Markevitch, Francis Poulenc, Henri Sauguet e Georges Auric.
Acquistarono i manoscritti di René Char, Robert Desnos e Georges Bataille. Laure chiese anche allo scultore César di creare un'opera compressa dalla sua limousine ZIL, che installò nella sua villa parigina.
Raccolsero inoltre un'importantissima collezione di opere d'arte, sia antiche che moderne. Tra i pittori i cui numerosi dipinti decorarono il loro albergo, Van Dyck, Rubens, Watteau, Goya, Géricault, Delacroix, Decamps, Edward Burne-Jones, ma anche Braque, Klee, Matisse, Picasso, Balthus che dipinse il ritratto di Marie-Laure nel 1936, Mondrian, Max Ernst, Joan Miró, Gaston-Louis Roux. E Jean Cocteau, suo eterno amico, che ne dipinse anche il ritratto.
Poetessa e prosatrice, le sue Exactitudes, pubblicate a Parigi da Grasset nel 1930, ebbero un grande successo di pubblico. Nel 1944 Salvador Dalì pubblicò a New York il romanzo Hidden Faces (pubblicato in Italia da Rusconi nel 1974 con il titolo Visi celati), la cui protagonista Solange de Cléda è ispirata proprio alla viscontessa de Noailles, mecenate e musa del surrealista spagnolo. Nel romanzo si sostiene - dal nome della protagonista - il principio del "cledalismo", una perversione che si affianca a sadismo e masochismo, e rappresenta in amore, secondo Dalì, "il piacere e la sofferenza sublimati in una identificazione trascendentale con l'oggetto", oggetto che in pratica diviene irraggiungibile.

### Giornate frenetiche

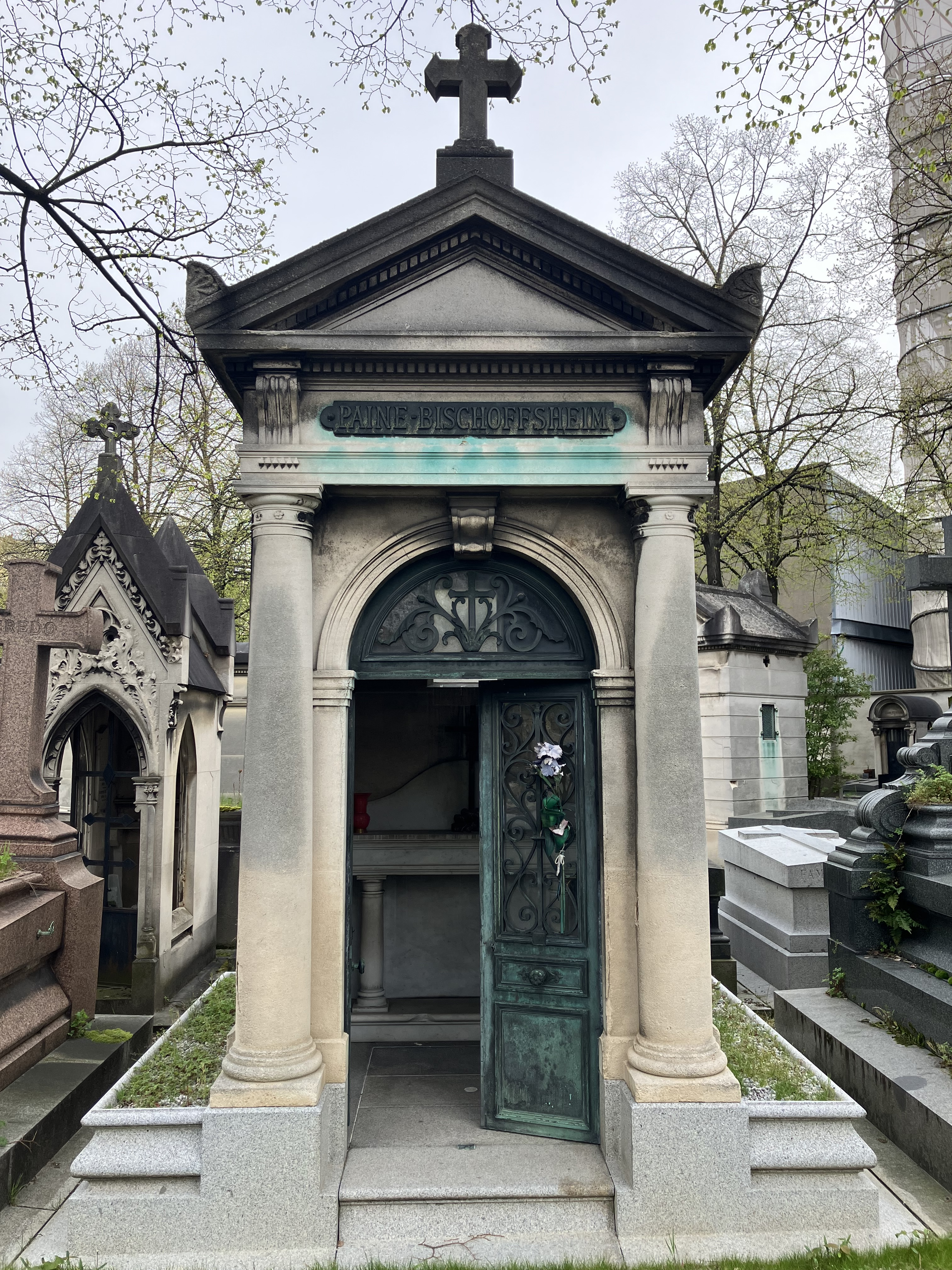
Cappella funebre di Marie-Laure de Noailles

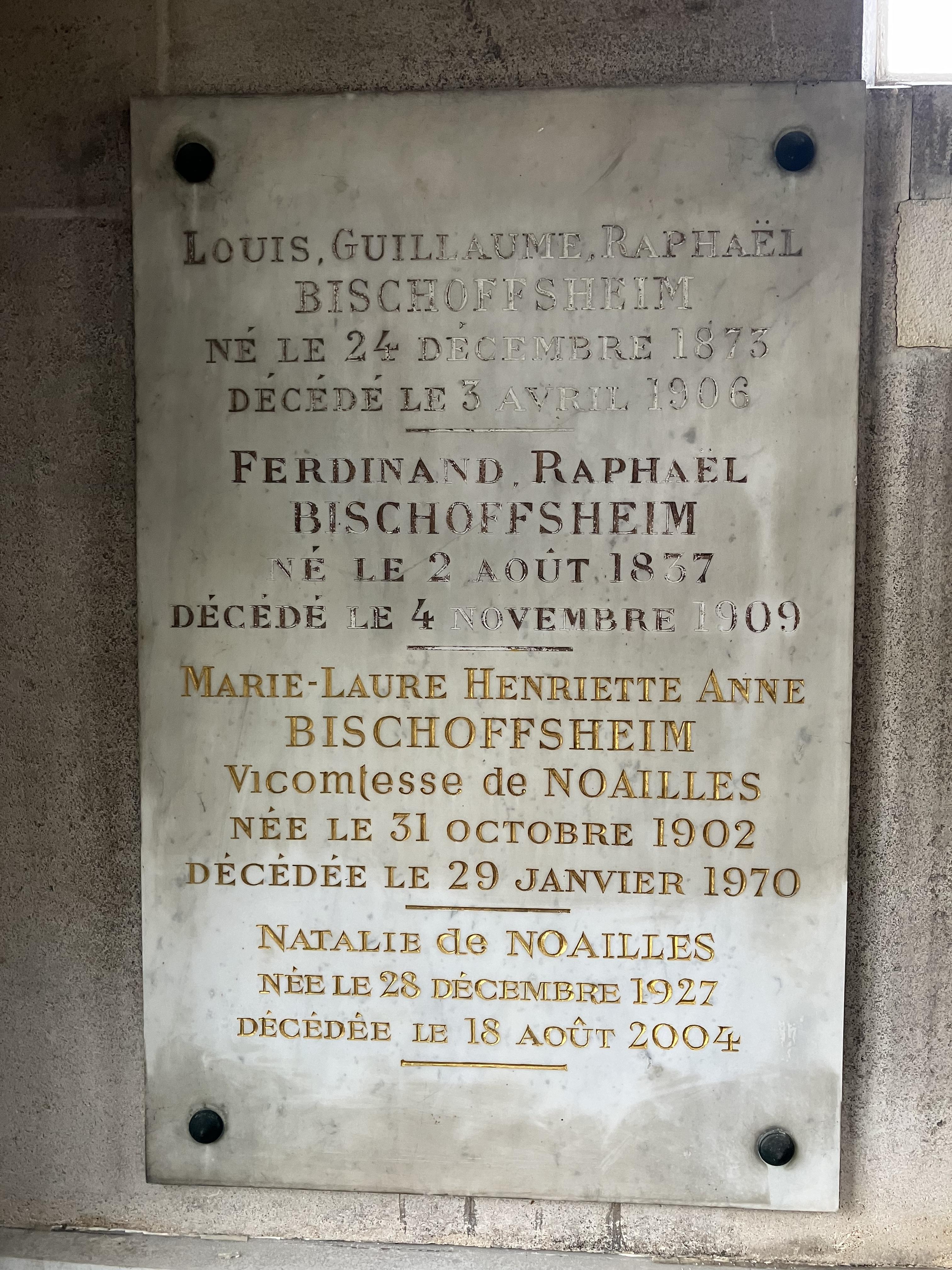
Targa funeraria

Gli amici e i parenti di Marie-Laure de Noailles erano numerosi. Le piaceva particolarmente circondarsi di artisti spesso più giovani di lei.
Ebbe relazioni o amicizie romantiche con uomini, spesso omosessuali o bisessuali, come il miliardario e mecenate inglese Edward James, nel 1933, il compositore Igor Markevitch (undici anni più giovane), dal 1933 al 1938, Michel Petitjean, (otto anni più giovane) nel 1938, l'illustratore americano Tom Keogh alla fine degli anni Quaranta, il pittore surrealista Oscar Dominguez, suicidatosi nel 1957, il proprietario di un allevamento di tori in Camargue, Jean Lafont.
Offrì anche ospitalità, più o meno a lungo, a Parigi o a Hyères, ai suoi amici René Crevel, morto suicida nel 1935, Salvador Dalí, Robert Veyron-Lacroix, Serge Lifar, Roger Peyrefitte, Ned Rorem, Dino di Méo, Pierre Bergé, James Lord, Yves Saint Laurent, Patrick Mazery, François-Marie Banier, Jacques Grange, Marcel Schneider. Negli anni '60 sostenne il giovane attore Pierre Clémenti; lei apparve nei film girati a Villa Noailles da Clementi e diventò anche la madrina del figlio.
Indipendentemente dal suo gusto per la musica contemporanea, la viscontessa si infatuò di compositori o cantanti famosi, come Cole Porter, Gilbert Bécaud, Johnny Hallyday e Salvatore Adamo; per loro dette una sontuosa festa di compleanno a Hyères.
Con la scomparsa dei surrealisti, Marie-Laure de Noailles aderrì, nel 1955, al movimento letterario Les Hussards che poi pubblicò i Cahiers des Saisons; li sostiene anche nella loro opposizione al New Roman. Partecipò ai pranzi mensili che si tenevano al ristorante Le Procope, dove lei pagava il conto. Lì incontrò in particolare Jacques Brenner, Marcel Schneide, Matthieu Galey e Solange Fasquelle (nata La Rochefoucauld).
Nel maggio del '68, ritrovò la sua “anima di sinistra” (ovvero le sue radici anarchiche) e fu portata in una Rolls-Royce vicino alle barricate del Quartiere Latino, accompagnata da Pierre Clémenti, per sostenere la protesta studentesca.
Morì di embolia il 29 gennaio 1970 all'hotel Noailles di Parigi. Dopo un funerale nella chiesa di Saint-Pierre-de-Chaillot, fu sepolta nella tomba di Bischoffsheim, avenue Thierry, ventottesima divisione, nel cimitero di Montparnasse.

## Vita privata
Dopo la breve storia d'amore con l'artista Jean Cocteau, Marie-Laure Bischoffsheim sposò, nel 1923, Charles de Noailles, uno dei figli di François Joseph Eugène Napoléon de Noailles, nipote di Antoine Just Léon Marie di Noailles e fratello minore del VI Duca de Mouchy, padre di Philippe François Armand Marie de Noailles, egli stesso cadetto della casa ducale francese di Noailles. La coppia ebbe due figlie: Laure Madeleine Thérèse Marie de Noailles, poi Madame Bertrand de La Haye Jousselin (1924-1979), e Nathalie Valentine Marie de Noailles (1927-2004), ex moglie di Alessandro Perrone.
Dopo la sua morte, il marito abbandonò la villa parigina e abitò principalmente a Grasse.

## Opere (parziale)
- (FR) Exactitudes, Parigi, Grasset, 1930, ISBN non esistente.
- (FR) La Chambre des écureuils, Parigi, Éditions Seghers, 2023, ISBN 9782232147210.
- (FR) Journal d'un peintre - suivi de Lettres provençales, Parigi, Éditions Seghers, 2024, ISBN 9782232147814.

## Filmografia parziale

### Attrice
- Les mystères du château de Dé, regia di Man Ray (1929)
- New Old, regia di Pierre Clémenti (1979)
- Soleil, regia di Pierre Clémenti - cortometraggio (1988)

### Produttrice
- Aubade, regia di Francis Poulenc (1929)
- L'âge d'or, regia di Luis Buñuel (1930)
- Futurismo (L'inhumaine), regia di Marcel L'Herbier (1924)